# Aetideus australis
Aetideus australis är en kräftdjursart som först beskrevs av Vervoort 1957.  Aetideus australis ingår i släktet Aetideus och familjen Aetideidae. Inga underarter finns listade i Catalogue of Life.